# Melo e Nabais
Melo e Nabais (oficialmente: União das Freguesias de Melo e Nabais) é uma freguesia portuguesa do município de Gouveia, com 14,45 km² de área e 800 habitantes (censo de 2021). A sua densidade populacional é 55,4 hab./km².

## História
Foi constituída em 2013, no âmbito de uma reforma administrativa nacional, pela agregação das antigas freguesias de Melo e Nabais e tem a sede em Melo.

## Demografia
A população registada nos censos foi:
| Distribuição da População por Grupos Etários | Distribuição da População por Grupos Etários | Distribuição da População por Grupos Etários | Distribuição da População por Grupos Etários | Distribuição da População por Grupos Etários | Distribuição da População por Grupos Etários |
| -------------------------------------------- | -------------------------------------------- | -------------------------------------------- | -------------------------------------------- | -------------------------------------------- | -------------------------------------------- |
| Antes da agregação                           |                                              |                                              |                                              |                                              |                                              |
| Ano                                          | 0-14 anos                                    | 15-24 anos                                   | 25-64 anos                                   | >= 65 anos                                   | Total                                        |
| 2001                                         | 155                                          | 136                                          | 477                                          | 334                                          | 1102                                         |
| 2011                                         | 79                                           | 90                                           | 427                                          | 307                                          | 903                                          |
| Após a agregação                             |                                              |                                              |                                              |                                              |                                              |
| Ano                                          | 0-14 anos                                    | 15-24 anos                                   | 25-64 anos                                   | >= 65 anos                                   | Total                                        |
| 2021                                         | 54                                           | 49                                           | 345                                          | 352                                          | 800                                          |